# 佐治·格拉咸
佐治·格拉咸 （英語：George Graham，1944年11月30日—），出生於蘇格蘭格拉斯哥巴尔格蒂 ，前蘇格蘭足球員和領隊。他給人最大印象在阿仙奴，曾於1970年代以球員身份效力；而於1986年-1995年為阿仙奴領隊。

## 生平

### 球員
格拉咸出身於蘇格蘭格拉斯哥一個貧民區，其父和其姐早於格拉咸小時就病逝，只剩下其母和格拉咸本人。少年時代作為足球學徒之格拉咸，已被各英國球會招攬。儘管出生於蘇格蘭，終其一生幾乎都是效力英格蘭球會，只有在職業生涯末段到美國聯賽效力。
17歲時加盟阿士東維拉，由於只是青年球員，效力了三季，都僅上陣八場。1964年以五千英鎊轉投車路士，終於贏得正選，還贏得聯賽盃獎項(1965)。其時格拉咸司職中場，也可轉作前鋒。當時阿仙奴正找尋一個中前場球員，後來相中了格拉咸，終於在1966年以75,000英鎊收購之。
阿仙奴格拉咸正式踏入球員時代之高峰。1968年和1969年兩屆聯賽盃都能取得亞軍，到1970-71年更贏得聯賽和盃賽雙料冠軍。這使他贏得蘇格蘭國家隊青睞，入選國家隊出賽。
其後他還效力過曼聯、樸茨茅夫、水晶宮等球會。1978年到美國聯賽打滾一年，隨後宣告退役。

### 教練

#### 米禾爾
退役後轉任教練，曾先後執教過水晶宮和昆士柏流浪。1982年12月6日成為米禾爾領隊。當時這球隊位處第三級聯賽末端，格拉咸成功帶起球會，由第三級跳升至第二級聯賽，到他離開球會時，球會更升上頂級聯賽。

### 阿仙奴
1986年5月14日返回阿仙奴成為領隊。其時阿仙奴已沒有贏得獎項差不多十年，格拉咸第一季就為阿仙奴贏得聯賽第四名，並贏得聯賽盃。其後阿仙奴的聯賽排名也有所改進。
格拉咸教練生涯第一個聯賽冠軍乃1989年。其時球季最後一場比賽乃作客對勁敵利物浦。阿仙奴須擊敗利浦才贏得聯賽冠軍，最後阿仙奴也終於勝出。第二季雖然未能衛冕，格拉咸也簽下了英格蘭著名門將施文，而施文也為阿仙奴效力達十年。1991年再一次贏得聯賽冠軍，並簽下了隊中經典射手。
格拉咸在阿仙奴最大貢獻，莫過於為阿仙奴塑造防線，起用和施文等人，使阿仙奴在隨後十多年，都是用這群後防班底。
1995年格拉咸被揭發收受了一位來自挪威的足球經紀賄款，來獲得兩名挪威球員加盟阿仙奴，牽涉金額為425,000英鎊。格拉咸因此被解僱，並被英格蘭足總暫停教練牌照一年。

### 列斯聯
復牌後格拉咸執掌列斯聯，執教兩年間成功改造球會，並於1998年取得第五名，拿到翌季歐洲足協盃參賽資格。

### 熱刺
格拉咸於1998年接掌熱刺。執教熱刺首年就於聯賽盃決賽擊敗李斯特城，取得翌季歐洲足協盃參賽資格。由於熱刺實力所限，格拉咸任教三年間，熱刺都未曾升上英超前十名。而當熱刺領隊更引來阿仙奴球迷之憤恨，蓋因熱刺乃阿仙奴長期死敵。後期格拉咸更與熱刺主席鬧不和，終而在2001年3月離職。

## 近況
近年格拉咸已退出教練行列，專心任電視台評述。

## 榮譽

### 球員時代
阿士東維拉
- 英格蘭聯賽盃亞軍：1963年；

車路士
- 英格蘭聯賽盃冠軍：1965年；

阿仙奴
- 英格蘭聯賽盃亞軍：1968年、1969年；
- 歐洲博覽會杯冠軍：1970年；
- 英格蘭甲組聯賽冠軍：1971年；
- 英格蘭足總盃冠軍：1971年；亞軍：1972年；

### 領隊時代
米禾爾
- 英格蘭聯賽團體盃冠軍：1983年；
- 英格蘭丙組聯賽升級：1985年；

阿仙奴
- 英格蘭聯賽盃冠軍：1987年、1993年；亞軍：1988年；
- 英格蘭甲級聯賽（英语：Football League First Division）冠軍：1989年、1991年；
- 英格蘭足總盃冠軍：1993年；
- 歐洲盃賽冠軍盃冠軍：1994年；

熱刺
- 英格蘭聯賽盃冠軍：1999年；

## 外部連結
| 體育角色           | 體育角色               | 體育角色         |
| ------------------ | ---------------------- | ---------------- |
| 前任： 卜比·查爾頓 | 曼聯隊長 1973年-1974年 | 繼任： 韋利·摩根 |

- 足球資料庫：佐治·格拉咸的領隊統計數據